# مانو بينيت
مانو بينيت (بالإنجليزية: Manu Bennett)‏ المعروف أيضا باسم جون بينيت هو ممثل نيوزلندي مواليد 10 أكتوبر 1969 في نيوزيلندا.
بدأ مسيرته الفنية عام 1993. وأشتهر بتجسيده لشخصية المصارع الغولي كريكسوس في المسلسل التلفزيوني سبارتاكوس الذي عُرض على شبكة ستارز،

## المسيرة الفنية
بدأ بينيت مهنة التمثيل كمحترف في عام 1993 في مسلسل  شاطئ الجنة Paradise Beach.
لعب أدوار ضيف في غيرها من المسلسلات التلفزيونية الأسترالية، بما في ذلك جرذان المياه وغيرها.

## أعماله

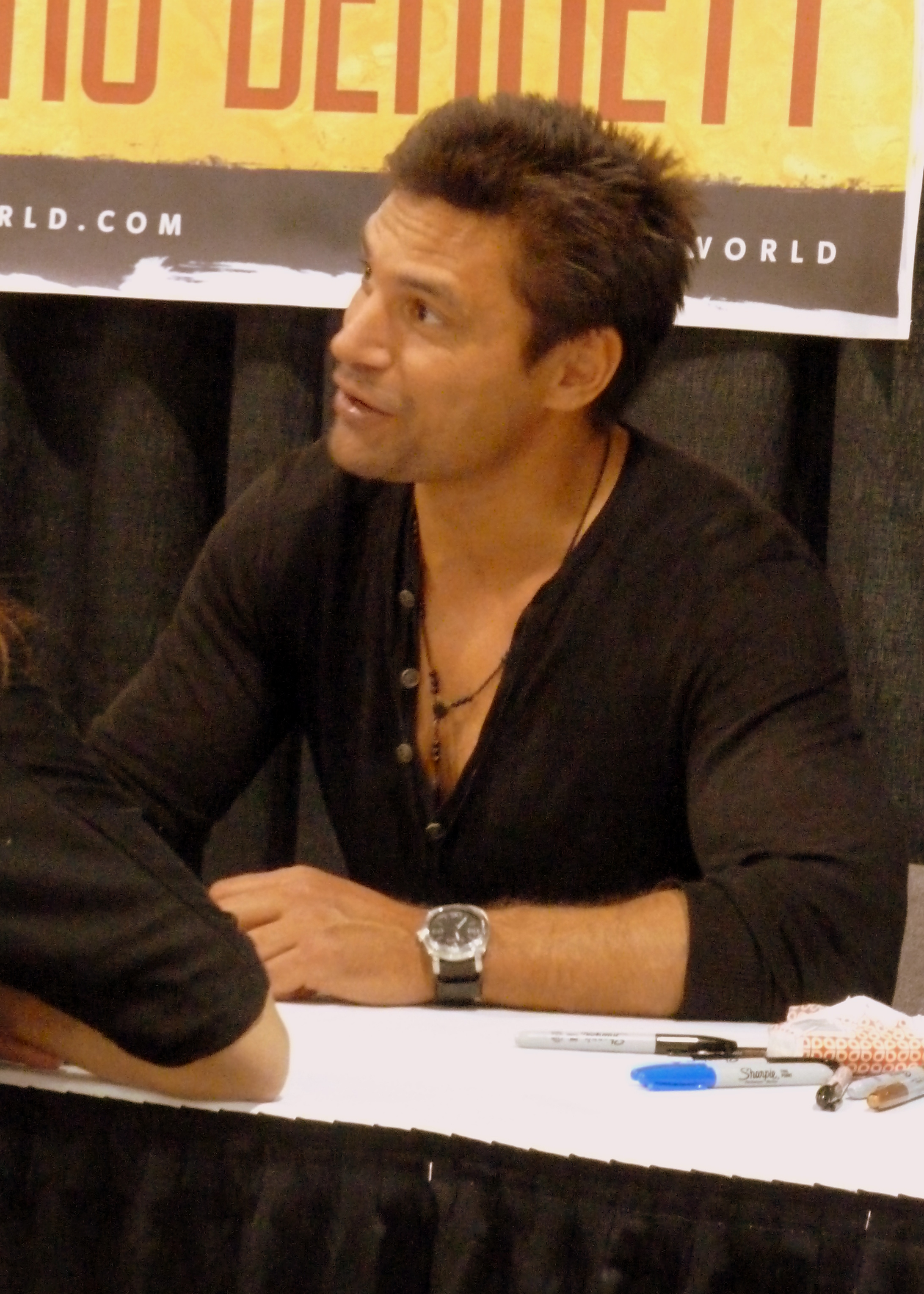
بينيت في كومك-كون عام 2013

| العام | العنوان                    | الدور             | ملاحظات     |
| ----- | -------------------------- | ----------------- | ----------- |
| 1998  | الأرض العنيفة              | دوفالييه          |             |
| 2001  | لانتانا                    | ستيف فلديز        |             |
| 2006  | البحرية                    | بينيت             |             |
| 2007  | المدانون                   | باكو              |             |
| 2007  | 30 يوما من الليل           | النائب بيلي كيتكا |             |
| 2011  | سندباد و المينوتور         | سندباد            |             |
| 2012  | الهوبيت: رحلة غير متوقعة   | آزُك               |             |
| 2013  | الهوبيت: قفرة سموغ         | آزُك               |             |
| 2014  | الهوبيت: معركة الخمسة جيوش | آزُك               | تحت الإنتاج |

| العام         | العنوان                | الدور         | ملاحظات                               |
| ------------- | ---------------------- | ------------- | ------------------------------------- |
| 1993          | شاطئ الجنة             | كيرك بارسبي   |                                       |
| 1996–1997     | جرذان المياه           | جوزيف يبينسكي | 3 حلقات                               |
| 1998          | جميع القديسين          | دارين         | حلقة: "الجسد والروح"                  |
| 1999          | بيست ماستر             | تيرون ليدر    | حلقة: "أسطورة متواصلة"                |
| 2000          | زينا: الأميرة المحاربة | مارك أنتوني   | حلقة: "أنتوني وكليوباترا"             |
| 2000–2001     | شوارع شورتلاند         | جاك هيويت     | دور ضيف موسع                          |
| 2001          | هيد ستارت              | دوم           | حلقة: "إنه ليس ثقيلا"                 |
| 2001          | الشارع القانوني        | مات أرليك     | 12 حلقة                               |
| 2002          | ماتاكو                 | جون           | حلقة: "الذهاب إلى الحرب"              |
| 2008          | ذا سترب                | براندون بيل   | حلقة: "حلقة الثالث عشر"               |
| 2010–2013     | سبارتاكوس              | كريكسوس       | دور رئيسي؛ 37 حلقة                    |
| 2013–حتى الآن | السهم                  | سليد ويلسون   | متكرر (الموسم 1) ممثل رئيسي (الموسم2) |

## روابط خارجية
- مانو بينيت على موقع IMDb (الإنجليزية)
- مانو بينيت على موقع ألو سيني (الفرنسية)
- مانو بينيت على موقع تيرنر كلاسيك موفيز (الإنجليزية)
- مانو بينيت على موقع أول موفي (الإنجليزية)
- مانو بينيت على موقع قاعدة بيانات الأفلام السويدية (السويدية)
- مانو بينيت على موقع إن إن دي بي (الإنجليزية)
- مانو بينيت على موقع قاعدة بيانات الفيلم (الإنجليزية)
- مانو بينيت على موقع كينوبويسك (الروسية)